# Eudrapa olivaria
Eudrapa olivaria là một loài bướm đêm trong họ Noctuidae.